# Dasumiana
Dasumiana emicans
Genre
Espèce
Dasumiana est un genre fossile d'araignées aranéomorphes de la famille des Dysderidae.

## Distribution
Les espèces de ce genre ont été découvertes dans de l'ambre de la mer Baltique, au Danemark et en Russie. Elles datent du Paléogène.

## Liste des espèces
Selon The World Spider Catalog 15.0 :
- Dasumiana emicans Wunderlich, 2004, espèce type
- Dasumiana subita Petrunkevitch, 1958.
- Dasumiana valga Wunderlich, 2004.

## Publication originale
- (en) Jörg Wunderlich, Fossil spiders (Araneae) of the superfamily Dysderoidea in Baltic and Dominican amber, with revised family diagnoses., vol. 3, coll. « Beiträge zur Araneologie », 2004, 633–746 p..